# Hiroyasu Shimizu
Hiroyasu Shimizu (清水宏保; Shimizu Hiroyasu) (Obihiro, 27 februari 1974) is een Japans voormalig schaatser.
Zijn specialiteit was de 500 meter, waarop hij vijfvoudig wereldkampioen is. Hij was bovendien de eerste schaatser ooit die deze afstand in minder dan 35 seconden aflegde.
Zijn heerschappij op de 500 meter en zijn Japanse afkomst bezorgden hem de bijnaam De Keizer.
Tijdens de Olympische Winterspelen 1998 in eigen land (Nagano) won hij goud op de 500 meter en brons op de 1000 meter. Vier jaar later won hij nog eens zilver op de 500 meter in Salt Lake City. Shimizu heeft altijd moeite gehad met het rijden van twee goede 1000 meters in één sprintweekend. Dit is er mede de oorzaak van dat hij nooit wereldkampioen op de sprint-meerkamp is geworden. Wel werd hij drie keer tweede, drie keer derde en drie keer vierde.

## Records

### Persoonlijk records
| Afstand    | Tijd    | Datum            | Baan           |
| ---------- | ------- | ---------------- | -------------- |
| 100 meter  | 9,43    | 13 december 2003 | Salt Lake City |
| 500 meter  | 34,32   | 10 maart 2001    | Salt Lake City |
| 1000 meter | 1.09,07 | 19 januari 2003  | Calgary        |
| 1500 meter | 1.51,13 | 22 oktober 2000  | Calgary        |
| 3000 meter | 4.20,91 | 17 december 1991 | Hachinohe      |
| 5000 meter | 7.56,30 | 10 februari 1990 | Kushiro        |

### Wereldrecords
| Nr. | Afstand     | Tijd   | Datum              | Baan           |
| --- | ----------- | ------ | ------------------ | -------------- |
| 1.  | 500 meter   | 35,39  | 2 maart 1996       | Calgary        |
| 2.  | 2×500 meter | 72,060 | 16 maart 1996      | Hamar          |
| 3.  | 2×500 meter | 71,350 | 9/10 februari 1998 | Nagano         |
| 4.  | 500 meter   | 35,36  | 28 maart 1998      | Calgary        |
| 5.  | 500 meter   | 34,82  | 28 maart 1998      | Calgary        |
| 6.  | 2×500 meter | 70,180 | 28 maart 1998      | Calgary        |
| 7.  | 500 meter   | 34,32  | 10 maart 2001      | Salt Lake City |
| 8.  | 2×500 meter | 68,960 | 10 maart 2001      | Salt Lake City |
| 9.  | 100 meter   | 9,43   | 13 december 2003   | Salt Lake City |

#### Wereldrecords laaglandbaan (officieus)
| Nr. | Afstand   | Tijd  | Datum            | Baan       |
| --- | --------- | ----- | ---------------- | ---------- |
| 1.  | 500 meter | 35,91 | 15 maart 1996    | Hamar      |
| 2.  | 500 meter | 35,88 | 22 december 1997 | Nagano     |
| 3.  | 500 meter | 35,59 | 7 februari 1998  | Nagano     |
| 4.  | 500 meter | 35,40 | 12 december 1998 | Nagano     |
| 5.  | 500 meter | 35,26 | 12 maart 1999    | Heerenveen |
| 6.  | 500 meter | 35,19 | 3 maart 2000     | Nagano     |
| 7.  | 500 meter | 35,10 | 17 december 2000 | Nagano     |
| 8.  | 500 meter | 35,02 | 2 februari 2001  | Heerenveen |
| 9.  | 500 meter | 34,83 | 3 februari 2001  | Heerenveen |

## Resultaten
| Jaar | Olympische Spelen | WK Afstanden    | WK Sprint               | Eindstand wereldbeker       |
| ---- | ----------------- | --------------- | ----------------------- | --------------------------- |
| 1993 |                   |                 | · (, 20e, , 4e)         | 28e 500m 21e 1000m          |
| 1994 | 5e 500m 19e 1000m |                 | 4e · (, 9e, , 15e)      | 21e 500m 37e 1000m          |
| 1995 |                   |                 | · (, 13e, , )           | 500m · 13e 1000m            |
| 1996 |                   | 500m            | · (, 10e, , )           | 5e 500m 28e 1000m           |
| 1997 |                   | 500m            | 4e · (, 9e, , 9e)       | 500m · 19e 1000m            |
| 1998 | 500m · 1000m      | 500m · 1000m    | 4e · (, 7e, , 15e)      | 500m · 32e 1000m            |
| 1999 |                   | 500m · 1000m    | · (, 5e, , 8e)          | 16e 500m 29e 1000m          |
| 2000 |                   | 500m · 7e 1000m | · (, 7e, , )            | 500m · 5e 1000m             |
| 2001 |                   | 500m · DQ 1000m | · (, 15e, , 8e)         | 500m · 15e 1000m            |
| 2002 | 500m              |                 | 9e · (4e, 21e, , 15e)   | 16e 500m 0p 1000m           |
| 2003 |                   | 500m · 6e 1000m | 5e · (, 12e, , 15e)     | 6e 500m 15e 1000m           |
| 2004 |                   | 9e 500m         | 7e · (4e, 14e, , 14e)   | 4e 100m · 500m · 30e 1000m  |
| 2005 |                   | 500m            | 10e (10e, 16e, 5e, 15e) | 5e 500m 22e 1000m           |
| 2006 | 18e 500m          |                 | 29e (8e, 38e, 11e, 30e) | 19e 500m 62e 1000m          |
| 2007 |                   |                 | NS3 (10e, 30e, -, -)    | 20e 100m 20e 500m 49e 1000m |
| 2008 |                   |                 |                         | 24e 500m                    |
| 2009 |                   |                 |                         | 32e 500m 0p 1000m           |

DQ = diskwalificatie

### Medaillespiegel
| Kampioenschap     | Goud | Zilver | Brons |
| ----------------- | ---- | ------ | ----- |
| Olympische Spelen | 1    | 1      | 1     |
| WK Afstanden      | 5    | 3      | 2     |
| WK Sprint         | 0    | 3      | 3     |

## Trivia
Op 18 januari 2001 begon Shimizu zijn 500m race met een opening van 9,39 sec. Dit was destijds de snelste opening ooit en is tevens sneller dan het wereldrecord 100m van Oikawa. Een dag later evenaarde Shimizu zijn eigen record, maar twee maanden later werd het verbroken toen Masaaki Kobayashi 9,37 opende.
1924: Charles Jewtraw ·
1928: Clas Thunberg/Bernt Evensen ·
1932: Jack Shea ·
1936: Ivar Ballangrud ·
1948: Finn Helgesen ·
1952: Ken Henry ·
1956: Jevgeni Grisjin ·
1960: Jevgeni Grisjin ·
1964: Richard McDermott ·
1968: Erhard Keller ·
1972: Erhard Keller ·
1976: Jevgeni Koelikov ·
1980: Eric Heiden ·
1984: Sergej Fokitsjev ·
1988: Uwe-Jens Mey ·
1992: Uwe-Jens Mey ·
1994: Aleksandr Goloebev ·
1998: Hiroyasu Shimizu ·
2002: Casey FitzRandolph ·
2006: Joey Cheek ·
2010: Mo Tae-bum ·
2014: Michel Mulder ·
2018: Håvard Holmefjord Lorentzen ·
2022: Gao Tingyu
- CiNii: DA17421036
- Bibliotheek van het Japanse parlement: 00881605
- Virtual International Authority File: 260002515